# كدسورة يابانية
كدسورة يابانية (الاسم العلمي: Kadsura japonica) هي نوع من النباتات يتبع جنس الكدسورة من الفصيلة الشزندرية. سمي هذا النوع نسبةً إلى اليابان.